# Georgij Kondratiev
Georgij Petrovitj Kondratiev (belarusiska: Гео́ргій Пятро́віч Кандра́цьеў, Heorhij Pjatrovitj Kandratsieŭ, ryska: Гео́ргий Петро́вич Кондра́тьев), född 7 januari 1960 i Ljubanitji, Tolotjinskij (rajon), Vitebsk (oblast), Vitryska SSR, Sovjetunionen (nuvarande Ljubanitjy, Talatjynski (rajon), Vitsebsk (voblasts), Belarus), är en belarusisk fotbollstränare och före detta sovjetisk fotbollsspelare (centerforward). Han är för närvarande huvudtränare i herrlandslaget Belarus (fotboll).